# 江南市消防本部
江南市消防本部（こうなんししょうぼうほんぶ）は、愛知県江南市の消防部局（消防本部）。管轄区域は江南市全域。

## 概要
- 消防本部： 江南市赤童子町大堀70
- 管内面積：30.20km2
- 職員数：106人
- 消防署1カ所、分署1カ所

### 主力機械
2019年4月1日現在
- 消防ポンプ自動車：2
- 水槽付消防ポンプ自動車：2
- 化学消防自動車：1
- はしご付消防自動車：1
- 救助工作車：1
- 水槽車：1
- 救急自動車：4
- 指揮車：1
- 指令車：1
- 資機材搬送車：2
- その他：7

## 沿革
- 1964年4月 消防組織法にもとづき、江南市消防本部及び消防署を設置する。
- 1986年11月　新消防庁舎が竣工する。
- 1998年3月　東分署が竣工する。

## 組織
- 本部 - 消防総務課、消防予防課
- 消防署

## 消防署
| 消防署       | 住所           | 分署                    |
| ------------ | -------------- | ----------------------- |
| 江南市消防署 | 赤童子町大堀70 | 東：安良町八王子121番地 |